# NGC 142
NGC 142 é uma galáxia espiral barrada (SBb) localizada na direcção da constelação de Cetus. Possui uma declinação de -22° 37' 10" e uma ascensão recta de 0 horas, 31 minutos e 07,9 segundos.
A galáxia NGC 142 foi descoberta em 1886 por Frank Müller.